# Cockta
A Cockta egy szénsavas üdítőital, melyet 1953-ban hoztak létre a Jugoszláv Föderatív Népköztársaságban. A Kofolához hasonlóan a vasfüggöny mögött kifejlesztett kólaszerű üdítők egyike. Népszerűsége a 21. század elején is töretlen a jugoszláv utódállamokban. Koffeint nem tartalmaz; összetevői víz, karamell, csipkebogyó- és egyéb növényi kivonatok.

## Története
1952-ben Ivan Deu, a szlovén (akkoriban jugoszláviai) Slovenijavino borászat igazgatója egy üveg Coca-Colával tért vissza amerikai útjáról, és azt javasolta, hogy készítsenek a helyi piac számára egy hasonló üdítőitalt. A receptet Emerik Zelinka (1913–1988) vegyészmérnök fejlesztette ki, a termék arculatát Sergej Pavlin építészhallgató tervezte (logó, üveg, csomagolás), ismert reklámposzterét Uroš Vagaja alkotta meg. A termék neve kezdetben Jugocola majd Yugo Cockta volt, végül – a Coca-Cola elnevezés utánzataként – Cockta Cockta. Maga a „Cockta” név a koktél szóból ered, és 1953-ban jegyezték be védjegyként.
Az üdítőt 1953. március 8-án, a planicai síugró versenyen vezették be nagyszabású kampány keretében: az egész környéken reklámozták, a közönségnek pedig egyenruhába öltözött lányok osztották az üvegeket. Az ezt követő, nyugati életérzést idéző marketingnek köszönhetően már az első évben 4 millió üveggel adtak el a termékből, és idővel külföldön – például Hollandiában – is forgalmazni kezdték. A kereslet hamarosan meghaladta a gyár palackozási kapacitását, így a Slovenijavino elkezdte más vállalkozóknak is szállítani a szirupot, azonban mikor a hamisítások miatt a Cockta minősége megromlott, visszavonta a licencszerződéseket.
1967-ben 75 millió üveget adtak el, de 1968-ban a jugoszláv piac liberalizálásának eredményeként a Coca-Cola is megjelent az üzletekben, így a Cockta forgalma néhány év alatt negyedére csökkent. A későbbi versenykorlátozásoknak köszönhetően azonban visszakapta vezető szerepét, és 1978-ban új csúcsot ért el 37 millió liter üdítő értékesítésével.
Jugoszlávia szétesése után a nyugati üdítők betörtek a utódállamok piacaira, így a Cockta népszerűsége csökkent, védjegytulajdonosa csődöt jelentett, és 1994-ben meg is írták a márka nekrológját. 2000-ben azonban a Droga Kolinska megvásárolta és feltámasztotta a Cocktát: a reklámnak és a retró csomagolásnak köszönhetően forgalma tíz év alatt háromszorosára nőtt, és nem csak Szlovéniában, hanem több másik országban is az üdítőpiac élvonalába került.
2001-ben a termelést Ljubljanából Rogaška Slatina városába költöztették. 2010-ben a horvát Atlantic Grupa tulajdonába került. A 21. században is az egyik legnépszerűbb márka a jugoszláv utódállamokban.

## Leírása

A Cockta logója

Gyártója szerint csipkebogyóból és tizenegy féle egyéb növény kivonatából állítják elő. Nem tartalmaz foszforsavat (természetesen szénsavas ásványvízből készül), glükóz-fruktózszirupot, adalékanyagokat, sem koffeint.
Két változatban érhető el: a klasszikus Cockta Original mellett kapható a cukormentes Cockta Free. A 2000-es, 2010-es években további ízeket is bevezettek (például Limetta, Rossa, Black Tonic), azonban ezeknek nem volt sikerük és néhány év után felhagytak a gyártásukkal.
A Cockta arculata történelme során összefonódott a sporttal: az 1953-as planicai versenytől kezdve számos sportesemény szponzora volt.